# 아딜 기라이

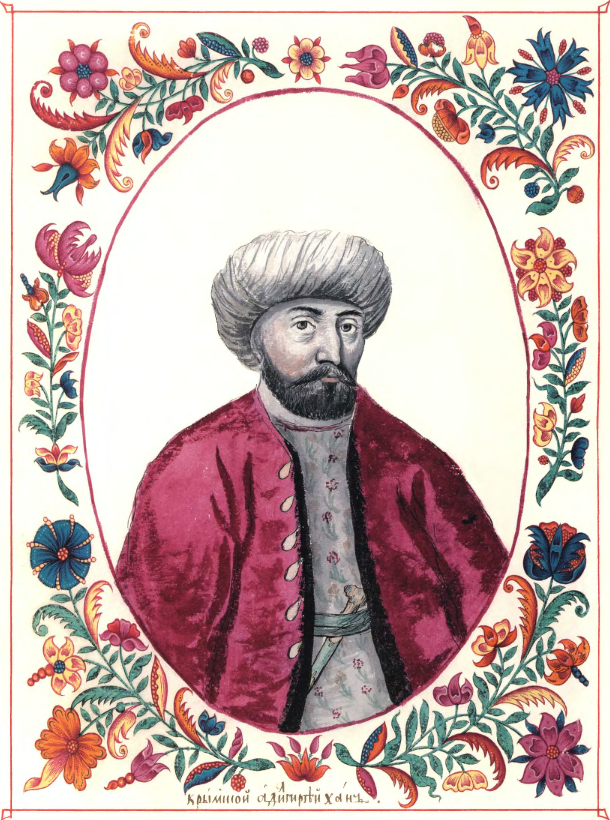
아딜 기라이

아딜 기라이(크림 타타르어: Adil Geray عادل كراى)는 16세기 크림 칸국의 칸이다.

## 관련 문학
- 나미크 케말 《제즈미 Cezmi》